# Michel Ferdinand d'Albert d'Ailly
Michel Ferdinand d'Albert d'Ailly, duque de  Picquigny, seguidamente (1744) duque de  Chaulnes (31 de dezembro de 1714 – Paris, 23 de setembro de 1769) foi um físico, astrônomo e aristocrata francês. É o pai do físico Louis Joseph d'Albert d'Ailly (1741-1793).
Como astrônomo e físico, interessou-se particularmente pelos instrumentos científicos e suas coleções. Empregou a maior parte do seu tempo construindo instrumentos e colecionando uma prodigiosa quantidade de objetos raros e curiosos recolhidos no Egito, na Grécia e na China, desde bronzes antigos até amostras de história natural.

## Publicações
- Nouvelle Méthode pour diviser les instruments de mathématiques, na Description des arts et métiers, publicada pela Académie des sciences, 1768, in-fol. de 44 p.
- Description d'un microscope et de différents micromètres destinés à mesurer des parties circulaires ou droites avec la plus grande précision, Paris, in-fol. de 18 p.